# Wojciech Kilar
Wojciech Kilar (Leópolis, 17 de julio de 1932-Katowice, 29 de diciembre de 2013) fue un compositor polaco de música clásica y de cine.

## Biografía

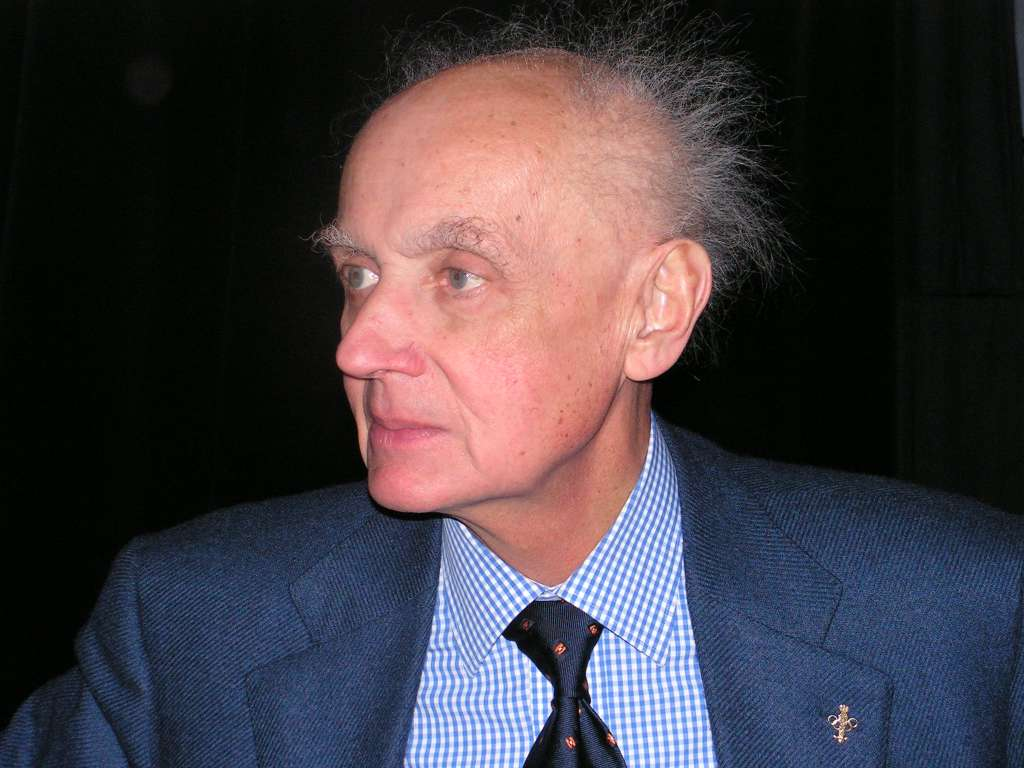
Fotografía de Wojciech Kilar

Fue galardonado con diversos premios por sus trabajos, y perteneció (junto con Krzysztof Penderecki y Henryk Górecki) a la vanguardia polaca de la década de 1960. Cursó estudios de piano en algunas de las mejores academias de música de su país, incluyendo la Academia de Música de Katowice (Akademia Muzyczna w Katowicach), antes de trasladarse a París en 1959 para estudiar con Nadia Boulanger en su conservatorio.
Habiendo ya recibido críticas exitosas como compositor clásico, Kilar compuso su primera banda sonora para la película Lunatycy en 1959, y desde entonces escribió la música para películas de algunos de los directores polacos más importantes, como Krzysztof Kieślowski, Krzysztof Zanussi, Kazimierz Kutz y Andrzej Wajda. Llegó a trabajar en más de cien títulos en su país, incluyendo los internacionalmente reconocidos Bilans Kwartalny (1975), Spirala (1978), Constans (1980), Imperativ (1982), Rok Spokojnego Slonca (1984), Korczak (1990) y Zycie za Zycie (1991). También trabajó con directores de cine franceses y de otras partes de Europa, hasta que Francis Ford Coppola le ofreció su debut en lengua inglesa con su vibrante adaptación de Drácula, de Bram Stoker (Bram Stoker's Dracula) (1992).
Sus otras creaciones para películas en inglés fueron el trío de Roman Polanski Death and the Maiden (1994), La Novena Puerta (1999) y El pianista (The pianist) (2002), y la de Jane Campion Retrato de una dama (1996), que se caracterizan por sus bajos y violoncelos, temas profundamente románticos y con progresiones de acordes minimalistas. A pesar de estas incursiones, la mayoría de sus trabajos en los últimos años fueron para películas polacas dirigidas por Zanussi o por Wajda.
Además de su obra para el cine, Kilar continuó escribiendo y publicando trabajos puramente clásicos, de los cuales cabe destacar una sonata para trompa, una pieza para un quinteto de viento, unas piezas para orquesta de cámara y coro, los aclamados Baltic Canticles, la épica Èxode (famosa por ser la música del tráiler de La lista de Schindler), y su trabajo más reciente, un concierto para piano y orquesta dedicado a Peter Jablonski.
Falleció en Katowice, el 29 de diciembre de 2013 a los 81 años.

## Distinciones honoríficas polacas
- Caballero de la Orden del Águila Blanca.
- Comandante de la Orden Orden Polonia Restituta.
- Caballero Gran Cruz de la Orden Orden Polonia Restituta.
- Caballero de la Orden de Ecce Homo.